# Aeródromo La Cascada
El Aeródromo La Cascada (OACI: SCKK) es un terminal aéreo ubicado cerca de Molina, en la Provincia de Curicó, Región del Maule, Chile. Es de propiedad pública.